# Rob

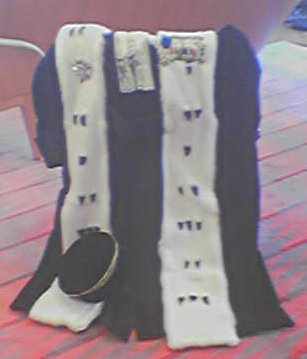
Rob av presidenten för den franska revisionsrätten

Rob är en lång praktfull klänning eller en ämbetsdräkt för till exempel domare eller advokater.